# Nekrolog 1697
Nekrolog
◄◄
| ◄
| 1693
| 1694
| 1695
| 1696
| 1697 | 1698 | 1699 | 1700 | 1701 | ► | ►►
Weitere Ereignisse | Allgemeiner Nekrolog 1697
Die Beschreibung der verstorbenen Person sollte so kurz wie möglich gehalten sein und nur deren signifikante Tätigkeit(en) enthalten.
Neue Namen ggf. auch unter dem Geburts- und Sterbedatum, also etwa unter 1. Januar und im Geburts- und Sterbejahr (2024) eintragen (nur bei entsprechender großer Wichtigkeit). Für Beispiele siehe die schon vorhandenen Artikel.
Außerdem über die fünf zuletzt Verstorbenen, zu denen es einen ausreichend guten Artikel für eine Präsentation auf der Hauptseite gibt, nach der todesbedingten Überarbeitung der Artikel ggf. auch unter Wikipedia Diskussion:Hauptseite informieren und sie am besten auch in den anderen Wikipedia-Sprachversionen eintragen. Tipp: Regelmäßig bei news.google.de nach „ist tot“, „gestorben“ oder „verstorben“ suchen.
Wenn eine Person gestorben ist, gibt es viele Seiten zu dieser Person in der Wikipedia, die davon auch betroffen sind und entsprechend aktualisiert werden müssen. Beispiele: Namenübersichtsseite, Geburtsjahr, Geburtsort-Seiten und viele mehr.
Wie finde ich die betroffenen Seiten?
Im Suchfeld auf der linken Seite gibt man den Suchbegriff so ein: „Vorname Nachname“. Dann klickt man auf Volltext und alle Seiten mit entsprechendem Suchtext werden aufgerufen. Hier sieht man dann schnell, wo auch das Todesjahr Sinn macht oder sogar ein Teil des Artikels angepasst werden muss. Auch hilft das „Werkzeug“ auf der linken Seite sehr gut, um solche Seiten aufzufinden: „Links auf diese Seite“. Somit ist die Wikipedia wieder aktuell in allen Bereichen! Hinweis: bei Eintragung der Kategorie „Gestorben JAHR“ wird der Missbrauchsfilter 49 ausgelöst, was jedoch nicht schlimm ist. Siehe: Spezial:Missbrauchsfilter/49
Dies ist eine Liste von im Jahr 1697 verstorbenen bekannten Persönlichkeiten. Die Einträge erfolgen innerhalb der einzelnen Daten alphabetisch sortiert. Tiere sind im Nekrolog für Tiere zu finden.

## Januar
| Tag        | Name                                | Beruf, bekannt als                                                                                              | Alter | Beleg |
| ---------- | ----------------------------------- | --- | ----- | ----- |
| 04. Januar | Franz Ferdinand von Gallas          | kaiserlicher und königlicher Obrist eines Regiments zu Fuß und Kämmerer, Herzog von Lucera                      |       |       |
| 06. Januar | Carlo Mannelli                      | italienischer Komponist und Violinist                                                                           | 56    |       |
| 08. Januar | Thomas Aikenhead                    | schottischer wegen Blasphemie hingerichteter Student                                                            |       |       |
| 12. Januar | Adriaen Pauw                        | holländischer Advokat und Präsident des Gerichtshofes Hof van Holland; leitete den Strafprozess gegen Cornel... |       |       |
| 16. Januar | Fortunato Ilario Carafa della Spina | italienischer Bischof und Kardinal                                                                              | 65    |       |
| 25. Januar | Jakob Breyne                        | deutscher Kaufmann und Botaniker                                                                                | 60    |       |
| 26. Januar | Georg Mohr                          | dänischer Mathematiker                                                                                          | 56    |       |
| 27. Januar | Friedrich Viccus                    | deutscher evangelischer Theologe                                                                                | 67    |       |
| 28. Januar | John Fenwick                        | britischer Politiker und Jakobiten-Verschwörer                                                                  |       |       |
| 29. Januar | Agostino Barelli                    | italienischer Baumeister und Architekt                                                                          | 70    |       |

## Februar
| Tag         | Name                           | Beruf, bekannt als                                                                                       | Alter | Beleg |
| ----------- | ------------------------------ | --- | ----- | ----- |
| 02. Februar | Placidus Krammer               | Benediktiner                                                                                             |       |       |
| 04. Februar | Adrien de Wignacourt           | Großmeister des Malteserorden                                                                            |       |       |
| 06. Februar | Georg Heinrich von der Groeben | brandenburgischer General                                                                                | 67    |       |
| 11. Februar | Georg Händel                   | deutscher Hofchirurg und Diener des wettinischen Herzogs Johann Adolf I. im Herzogtum Sachsen-Weißenfels | 74    |       |
| 18. Februar | Paul von Buol-Strassberg       | Schweizer Adeliger                                                                                       |       |       |
| 18. Februar | Gualter von Greiggenschildt    | Jurist, Rechtsgelehrter schottischer Abstammung in Schwedisch-Pommern                                    | 74    |       |
| 22. Februar | Johann Jakob Decker            | Schweizer Buchdrucker in Basel, Breisach und Colmar                                                      | 61    |       |
| 25. Februar | Eckhard Christoph von Knuth    | mecklenburgisch-dänischer Gutsherr, Amtmann und Geheimrat                                                | 54    |       |

## März
| Tag      | Name                                        | Beruf, bekannt als                                | Alter | Beleg |
| -------- | ------------------------------------------- | ------------------------------------------------- | ----- | ----- |
| 01. März | Francesco Redi                              | italienischer Arzt, Naturforscher, Autor          |       |       |
| 02. März | Johann Schulte                              | deutscher Jurist und Politiker                    | 75    |       |
| 06. März | Johann Euchar Schenk von Castell            | Fürstbischof von Eichstätt                        | 71    |       |
| 12. März | Gaspar de la Cerda Sandoval Silva y Mendoza | Vizekönig von Neuspanien                          | 44    |       |
| 17. März | Þórður Þorláksson                           | isländischer Geistlicher, Bischof von Skálholt    | 59    |       |
| 21. März | Johann Ernst von Wallenrodt                 | deutscher Verwaltungsbeamter im Herzogtum Preußen | 82    |       |
| 23. März | William Child                               | englischer Komponist und Organist                 | ≈90   |       |
| 24. März | Paul-Philippe de Chaumont                   | französischer Bibliothekar und Bischof von Dax    |       |       |
| 31. März | Jean Gabaret                                | französischer Aristokrat und Marineoffizier       | 65    |       |

## April
| Tag       | Name                             | Beruf, bekannt als                                                                     | Alter | Beleg |
| --------- | -------------------------------- | -------------------------------------------------------------------------------------- | ----- | ----- |
| 01. April | Johann Grob                      | Schweizer Dichter und Epigrammatiker                                                   | 53    |       |
| 04. April | Khungtaidschi Galdan             | Herrscher der Dschungaren                                                              |       |       |
| 06. April | Simon Bradstreet                 | letzter Gouverneur der Massachusetts Bay Colony                                        | 94    |       |
| 08. April | Nicolaus Bruhns                  | deutsch-dänischer Komponist                                                            | 31    |       |
| 08. April | Niels Juel                       | dänischer Admiral                                                                      | 67    |       |
| 11. April | Paul Wagner                      | sächsischer Jurist und Bürgermeister von Leipzig                                       | 80    |       |
| 15. April | Karl XI.                         | König von Schweden und Herzog von Pfalz-Zweibrücken                                    | 41    |       |
| 20. April | Johann Heidenreich von Ascheberg | Domherr in Münster                                                                     |       |       |
| 22. April | Piotr Abramowicz                 | polnischer Jesuit                                                                      | 77    |       |
| 28. April | Johann Streiff von Lauenstein    | kurbrandenburger Obrist und Generalmajor, Kommandant der Festung Frankfurt an der Oder |       |       |

## Mai
| Tag     | Name                               | Beruf, bekannt als                                                    | Alter | Beleg |
| ------- | ---------------------------------- | --------------------------------------------------------------------- | ----- | ----- |
| 02. Mai | Simon Heinrich                     | Graf zu Lippe                                                         | 48    |       |
| 09. Mai | Jean-Balthazar de Cabanes de Viens | französischer Bischof                                                 |       |       |
| 12. Mai | Georges d’Aubusson de La Feuillade | französischer Geistlicher der römisch-katholischen Kirche             |       |       |
| 18. Mai | Guillaume Dumanoir                 | französischer Komponist, Tanzmeister und Violinist                    | 81    |       |
| 24. Mai | Johann Adolf I.                    | Herzog von Sachsen-Weißenfels, Fürst von Sachsen-Querfurt (1680–1697) | 47    |       |
| 29. Mai | Johann Otto von Dernbach           | deutscher Landesherr                                                  |       |       |
| 31. Mai | Charles Drelincourt der Jüngere    | französischer Mediziner                                               | 64    |       |

## Juni
| Tag      | Name                                    | Beruf, bekannt als                                                                               | Alter | Beleg |
| -------- | --------------------------------------- | ------------------------------------------------------------------------------------------------ | ----- | ----- |
| 03. Juni | Silvius II. Friedrich                   | deutscher Fürst                                                                                  | 46    |       |
| 07. Juni | John Aubrey                             | britischer Altertumsforscher und Autor                                                           | 71    |       |
| 11. Juni | Abraham Jansz. Begeyn                   | niederländischer Maler                                                                           |       |       |
| 17. Juni | Caspar Hermann Sandhagen                | deutscher evangelischer Theologe                                                                 | 57    |       |
| 18. Juni | Gregorio Barbarigo                      | katholischer Kardinal und Heiliger                                                               | 71    |       |
| 19. Juni | Henry Mordaunt, 2. Earl of Peterborough | englischer Adliger, Politiker und Offizier                                                       | 75    |       |
| 20. Juni | Jan Kazimierz Denhoff                   | Kardinal                                                                                         | 48    |       |
| 21. Juni | Jonas Rudberus                          | schwedischer Orgelbauer und Pastor                                                               | 60    |       |
| 22. Juni | Otto Johann von Grothusen               | deutscher Soldat in schwedischen Diensten, zuletzt als Generalleutnant und Kommandant von Altona | 70    |       |
| 29. Juni | Christian Ehrenfried Charisius          | Bürgermeister von Stralsund (1681–1697)                                                          | 50    |       |

## Juli
| Tag      | Name                           | Beruf, bekannt als                                                                  | Alter | Beleg |
| -------- | ------------------------------ | ----------------------------------------------------------------------------------- | ----- | ----- |
| 05. Juli | Anton Wormbs                   | Generalvikar in Köln                                                                |       |       |
| 12. Juli | Georg Friedrich von Kaltental  | schwäbischer Reichsritter und württembergischer Offizier                            | 47    |       |
| 18. Juli | António Vieira                 | portugiesischer Theologe, Jesuit und Missionar                                      | 89    |       |
| 23. Juli | Karl August I. von Alvensleben | Hofrat des Kurfürsten von Hannover, Domherr zu Magdeburg und Privatgelehrter        | 36    |       |
| 30. Juli | Adam von Podewils              | brandenburgischer Geheimer Staatsrat, pommerscher Regierungsrat und Kammerpräsident | 80    |       |

## August
| Tag        | Name                 | Beruf, bekannt als                                           | Alter | Beleg |
| ---------- | -------------------- | ------------------------------------------------------------ | ----- | ----- |
| 05. August | Jean de Santeul      | französischer Dichter                                        | 66    |       |
| 21. August | Jacob Boreel         | holländischer Aristokrat, Diplomat und Staatsmann            | 67    |       |
| 22. August | Albrecht von Reichel | Stadtmajor, Stadtwachtmeister und Stadtkommandant in Breslau | 59    |       |
| 24. August | Friedrich Hoßfeld    | deutscher Jurist und Bürgermeister                           | 61    |       |
| 23. August | Pedro Abarca         | spanischer Jesuit, Theologe und Historiker                   | 78    |       |

## September
| Tag           | Name                                       | Beruf, bekannt als                                                          | Alter | Beleg |
| ------------- | ------------------------------------------ | --------------------------------------------------------------------------- | ----- | ----- |
| 07. September | Christian Lokervitz                        | deutscher Orientalist, lutherischer Geistlicher                             | 47    |       |
| 08. September | Miyazaki Yasusada                          | japanischer Pionier der Agrarwissenschaften                                 |       |       |
| 08. September | Heinrich Anselm von Ziegler und Kliphausen | deutscher Schriftsteller                                                    | 34    |       |
| 11. September | Ca’fer Pascha                              | osmanischer Pascha und Feldherr                                             |       |       |
| 15. September | Catharina Charlotta De la Gardie           | Ehefrau des venezianischen Generalissimus Otto Wilhelm Graf von Königsmarck |       |       |
| 19. September | Valentin Alberti                           | deutscher lutherischer Theologe                                             | 61    |       |
| 24. September | Gerhard Bode                               | deutscher evangelischer Theologe                                            | 77    |       |
| 28. September | Christian Flor                             | Komponist                                                                   |       |       |

## Oktober
| Tag         | Name                           | Beruf, bekannt als                                    | Alter | Beleg |
| ----------- | ------------------------------ | ----------------------------------------------------- | ----- | ----- |
| 08. Oktober | Samuel Starck                  | deutscher lutherischer Theologe                       | 48    |       |
| 12. Oktober | John Ravenscroft               | englischer Komponist und Violinist                    |       |       |
| 16. Oktober | Cord Vegesack                  | deutscher Kaufmann, Oberalter und Ratsherr in Hamburg | 88    |       |
| 17. Oktober | Matthias von Krosigk           | deutscher Landbesitzer, Diplomat und Kriegskommissar  | 81    |       |
| 21. Oktober | Heinrich VI.                   | Graf Reuß zu Obergreiz                                | 48    |       |
| 26. Oktober | Johann Adam Osiander           | deutscher lutherischer Theologe                       | 74    |       |
| 28. Oktober | Thomas Friedrich von Bornstedt | polnisch-sächsischer Generalleutnant                  | 42    |       |
| 28. Oktober | Maria Anna Brunner             | Schweizer Benediktinerin                              | 42    |       |
| 28. Oktober | Johann Friedrich Meister       | deutscher Komponist und Organist des Barock           |       |       |

## November
| Tag          | Name                          | Beruf, bekannt als                                                 | Alter | Beleg |
| ------------ | ----------------------------- | ------------------------------------------------------------------ | ----- | ----- |
| 06. November | Domenico Maria Corsi          | italienischer Kardinal der Römischen Kirche und Bischof von Rimini |       |       |
| 08. November | Paul von Brandt               | kurbrandenburgisch-preußischer Generalmajor                        | 47    |       |
| 09. November | Louis d’Anglure de Bourlemont | Jurist, Diplomat, französischer Bischof und Erzbischof             | 80    |       |
| 10. November | Johann Diedrich Schaffshausen | deutscher Jurist und Politiker                                     | 54    |       |
| 14. November | Giuseppe Tricarico            | italienischer Komponist des Barock                                 | 74    |       |
| 18. November | Hans Georg Brenck             | deutscher Bildhauer und Holzschnitzer                              | 59    |       |
| 28. November | Georg Möbius                  | deutscher evangelisch-lutherischer Theologe                        | 80    |       |

## Dezember
| Tag          | Name                     | Beruf, bekannt als                            | Alter | Beleg |
| ------------ | ------------------------ | --------------------------------------------- | ----- | ----- |
| 09. Dezember | Andreas Thamasch         | Tiroler Barockbildhauer                       | 58    |       |
| 13. Dezember | Lluís Bonifaç der Ältere | französischer Bildhauer                       |       |       |
| 15. Dezember | Maurus Oberascher        | österreichischer Benediktinerabt und Theologe | 69    |       |
| 17. Dezember | Eleonore von Österreich  | Königin von Polen und Herzogin von Lothringen | 44    |       |
| 19. Dezember | Giacomo Franzoni         | italienischer Geistlicher                     | 85    |       |
| 24. Dezember | Matthias Schurig         | deutscher Orgelbauer                          |       |       |
| 31. Dezember | Lucas Faydherbe          | Brabanter Bildhauer und Architekt             | 80    |       |

## Datum unbekannt
| Elisabeth Dabers                     | nach einem Hexenprozess Hingerichtete                                                           |  |
| Pieter Gallis                        | niederländischer Bankdirektor und Maler von Landschaften und Stillleben                         |  |
| Constantijn Huygens Junior           | niederländischer Staatsmann                                                                     |  |
| Daniel Klesch                        | lutherischer Theologe und Lyriker                                                               |  |
| Wenzel Ferdinand Popel von Lobkowitz | österreichischer Diplomat                                                                       |  |
| Heinrich Bernhard Oldenland          | deutscher Botaniker                                                                             |  |
| Pema Rigdzin                         | tibetischer Geistlicher der Nyingma-Schule, Gründer des Dzogchen-Klosters, 1. Dzogchen Rinpoche |  |
| Gedeon Romandon                      | Hofmaler in Preußen                                                                             |  |
| Andreas Stech                        | deutscher Maler des Barock                                                                      |  |
| Mose Zacuto                          | jüdischer Dichter und Kabbalist                                                                 |  |